# Лучевое (Крым)
Лучево́е (до 1948 года Сарги́л; укр. Лучове, крымскотат. Sarğıl, Саргъыл) — село в Советском районе Республики Крым, в составе Красногвардейского сельского поселения (согласно административно-территориальному делению Украины — Красногвардейского сельского совета Автономной Республики Крым).

## Население
| 2001 | 2014 |
| ---- | ---- |
| 68   | ↘44  |

Всеукраинская перепись 2001 года показала следующее распределение по носителям языка
| Язык             | Процент |
| ---------------- | ------- |
| русский          | 60.29   |
| молдавский       | 5.88    |
| украинский       | 4.41    |
| крымскотатарский | 2.94    |

### Динамика численности
| - 1805 год — 54 чел. - 1864 год — 33 чел. - 1889 год — 107 чел. - 1892 год — 115 чел. - 1900 год — 87 чел. - 1904 год — 41 чел. | - 1915 год — 94 чел. - 1926 год — 138 чел. - 1989 год — 75 чел. - 2001 год — 68 чел. - 2009 год — 62 чел. - 2014 год — 44 чел. |

## Современное состояние
На 2017 год в Лучевом числится 1 улица — Лучевская; на 2009 год, по данным сельсовета, село занимало площадь 35,2 гектара на которой, в 16 дворах, проживало 62 человека. Лучевое связано автобусным сообщением с райцентром и соседними населёнными пунктами.

## География
Лучевое — маленькое село в южной части района, в низовье балки Партизанская северных отрогов горы Кубалач Внутренней гряды Крымских гор, высота центра села над уровнем моря — 84 м. Ближайшие сёла — Лоховка в 3,3 км на восток и Привольное в 5 км на северо-запад. Райцентр Советский — примерно в 20 километрах (по шоссе) севернее, там же ближайшая железнодорожная станция — Краснофлотская (на линии Джанкой — Феодосия). Транспортное сообщение осуществляется по региональной автодороге 35Н-569 от шоссе Советский — Пруды — Зыбины до Лучевого (по украинской классификации — С-0-11411).

## История
Первое документальное упоминание села встречается в Камеральном Описании Крыма… 1784 года, судя по которому, в последний период Крымского ханства Саргыл входил в Ширинский кадылык Кефинскаго каймаканства. После присоединения Крыма к России (8) 19 апреля 1783 года, (8) 19 февраля 1784 года, именным указом Екатерины II сенату, на территории бывшего Крымского Ханства была образована Таврическая область и деревня была приписана к Левкопольскому, а после ликвидации в 1787 году Левкопольского — к Феодосийскому уезду Таврической области. После Павловских реформ, с 1796 по 1802 год, входила в Акмечетский уезд Новороссийской губернии. По новому административному делению, после создания 8 (20) октября 1802 года Таврической губернии, Саргил был включён в состав Урускоджинской волости Феодосийского уезда.
По Ведомости о числе селении, названиях оных, в них дворов… состоящих в Феодосийском уезде от 14 октября 1805 года , в деревне Саргир числилось 10 дворов и 54 жителя. На военно-топографической карте генерал-майора Мухина 1817 года деревня Саргыл обозначена с 8 дворами. После реформы волостного деления 1829 года Саргыл, согласно «Ведомости о казённых волостях Таврической губернии 1829 года», отнесли к Бурюкской волости (переименованной из Урускоджинской). На карте 1836 года в деревне 10 дворов, а на карте 1842 года Сарыгуль (Саргыл) обозначен условным знаком «малая деревня», то есть, менее 5 дворов.
В 1860-х годах, после земской реформы Александра II, деревню приписали к Шейих-Монахской волости. Согласно «Списку населённых мест Таврической губернии по сведениям 1864 года», составленному по результатам VIII ревизии 1864 года, Саргыл — владельческая деревня русская и немецких колонистов с 8 дворами и 33 жителями при колодцах (по энциклопедическому словарю Немцы России — лютеранское поселение на 1450 десятинах земли). По обследованиям профессора А. Н. Козловского начала 1860-х годов, в селении Салгир «…в колодцах нет хорошей воды, но есть родники пресной воды». На трёхверстовой карте Шуберта 1865—1876 года деревня Сарыгуль (или Саргыл) обозначена с 10 дворами. В «Памятной книге Таврической губернии 1889 года» деревня не упомянута, но записан некий Саргиз Цюрихтальской волости с 18 дворами и 107 жителями, который более в доступных источниках не встречается. По «…Памятной книжке Таврической губернии на 1892 год» в деревне Саргил, Шейих-Монахской волости, входившей в Аблешское сельское общество, числилось 70 жителей в 9 домохозяйствах, а в безземельной деревне Саргил, не входившей ни в одно сельское общество, было 45 жителей, у которых домохозяйств не числилось.
После земской реформы 1890-х годов деревню приписали к Андреевской волости. На верстовой карте 1896 года в деревне Салгыр обозначено 19 дворов с немецким населением По «…Памятной книжке Таврической губернии на 1900 год» в деревне Саргил, входившей в Аблешское сельское общество, числилось 87 жителей в 15 домохозяйствах, в 1904 году — 41 житель. На 1914 год в селении действовало немецкое земское училище. По Статистическому справочнику Таврической губернии. Ч.II-я. Статистический очерк, выпуск пятый Феодосийский уезд, 1915 год, в селе Саргил Андреевской волости Феодосийского уезда числилось 17 дворов (все дворы с землёй) с немецким населением в количестве 94 человек приписных жителей, из которых 44 мужчины и 50 женщин. Жители владели 2880 десятинами удобной земли. В хозяйствах имелось 155 лошадей, 220 волов, 79 коров и 826 голов мелкого скота.
При Советской власти, по постановлению Крымревкома № 206 «Об изменении административных границ» от 8 января 1921 года была упразднена волостная система и село вошло в состав Карасубазарского района Карасубазарского уезда, а в 1922 году уезды получили название округов. 11 октября 1923 года, согласно постановлению ВЦИК, в административное деление Крымской АССР были внесены изменения, в результате которых основной административной единицей стал Карасубазарский район и село включили в его состав. Согласно Списку населённых пунктов Крымской АССР по Всесоюзной переписи 17 декабря 1926 года, в селе Сариель, Семенского Карасубазарского района, числилось 34 двора, из них 33 крестьянских, население составляло 138 человек, из них 128 немцев, 5 русских, 4 украинца и 1 болгарин, действовала немецкая школа. Вскоре после начала Великой Отечественной войны, 18 августа 1941 года крымские немцы были выселены, сначала в Ставропольский край, а затем в Сибирь и северный Казахстан.
После освобождения Крыма от фашистов, 12 августа 1944 года было принято постановление № ГОКО-6372с «О переселении колхозников в районы Крыма» и в сентябре 1944 года в район приехали первые новоселы (180 семей) из Тамбовской области, а в начале 1950-х годов последовала вторая волна переселенцев из различных областей Украины. С 25 июня 1946 года Саргил в составе Крымской области РСФСР Указом Президиума Верховного Совета РСФСР от 18 мая 1948 года, Саргил переименовали в Лучевое. 26 апреля 1954 года Крымская область была передана из состава РСФСР в состав УССР. Время включения в Чапаевский сельсовет пока не установлено: на 15 июня 1960 года село уже числилось в его составе. В январе 1961 года, на базе совхоза «Феодосийский» (центральная усадьба находилась в селе Чапаевка), был образован совхоз «Красногвардейский», в 1965 году преобразованный в птицефабрику, в который вошло Лучевое. Указом Президиума Верховного Совета УССР «Об укрупнении сельских районов Крымской области», от 30 декабря 1962 года село присоединили к Нижнегорскому району, с 1964 года в составе нового Красногвардейского сельсовета. Решением Крымского облисполкома № 598 от 17 ноября 1964 года был образован Красногвардейский сельсовет, в который включили село. 1 января 1965 года, указом Президиума ВС УССР «О внесении изменений в административное районирование УССР — по Крымской области», Лучевое включили в состав Кировского, а после восстановления 8 декабря 1966 года Советского района — в его состав. По данным переписи 1989 года в селе проживало 75 человек. С 12 февраля 1991 года село в восстановленной Крымской АССР, 26 февраля 1992 года переименованной в Автономную Республику Крым. С 21 марта 2014 года в составе Крыма аннексировано Россией.